# Stranger Things

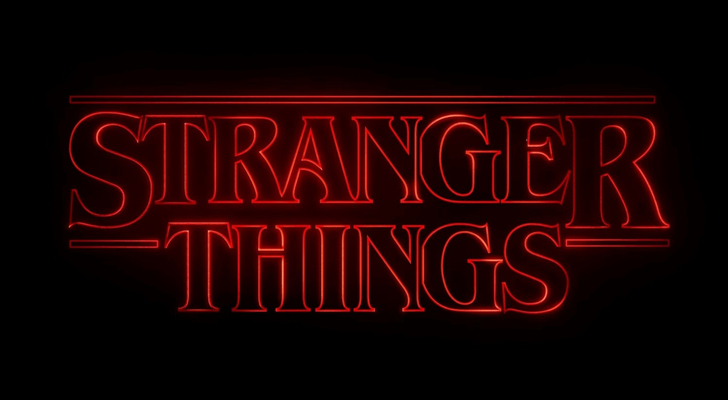
Logo Stranger Things

Stranger Things és una sèrie estatunidenca de ciència-ficció creada per Netflix escrita i dirigida pels germans Matt i Ross Duffer, amb Shawn Levy com a productor executiu. Es va estrenar en Netflix el 15 de juliol del 2016, amb molt bona crítica per part de la premsa especialitzada, que elogien la interpretació, caracterització, ritme, atmosfera i el clar homenatge al Hollywood dels anys 80, amb clares referències a treballs de Steven Spielberg, John Carpenter, Stephen King, Rob Reiner i George Lucas. La història se situa a Indiana durant els anys 80, on un noi de 12 anys desapareix misteriosament. Al mateix temps, una nena amb poders telecinèsics intentarà ajudar els amics del noi en el seu intent de trobar-lo.

## Sinopsi
La història arrenca el 6 de novembre de 1983, a la ciutat de Hawkins, Indiana, quan Will Byers, de 12 anys, després de passar el dia jugant amb els seus amics a Dungeons & Dragons, desapareix misteriosament en tornar a casa. La seva mare, Joyce, desesperada, comença la cerca de Will, mentre el cap de policia Hopper comença a investigar pel seu compte. Poc després de la desaparició de Will, una misteriosa nena amb estranyes habilitats apareix en una hamburgueseria de la localitat. Però, en el desenvolupament de la recerca descobriran que no solament hauran d'enfrontar-se a una misteriosa organització del govern, sinó a sinistres forces que planegen devorar-los a tots.

## Repartiment

### Elenc principal
- Winona Ryder és Joyce Byers, mare de Will i Jonathan Byers. Divorciada de Lonnie, confia en l'ajuda de Jonathan, el seu fill gran.
- David Harbour és Jim Hooper, cap del Departament de Policia de Hawkins. Divorciat després de la mort de la seva filla Sarah. Hopper es va donar a la beguda i les drogues.
- Finn Wolfhard és Mike Wheeler, fill de Karen Wheeler i germà de Nancy. Conscienciós en els estudis i força intel·ligent, és un dels amics de Will Byers i de Eleven amb la que manté una increible força d'amistat i amor..
- Millie Bobby Brown és Eleven (Onze), una misteriosa jove amb habilitats psicocinèciques que es farà amiga de Lucas, Dustin i, especialment de Mike amb al que manté una increible força d'amistat i amor.
- Gaten Matarazzo és Dustin Henderson, audaç, independent i carismàtic, un dels membres del grup d'amics de Mike.
- Caleb McLaughlin és Lucas Sinclair, part del grup de Mike, Dustin i Will.
- Natalia Dyer és Nancy Wheeler, filla de Karen, germana de Mike Wheeler i nòvia de Steve Harrington, intenta trobar un equilibri entre els seus valors, emocions i responsabilitats.
- Charlie Heaton és Jonathan Byers, germà de Will i fill de Joyce Byers, va abandonar els seus estudis per ajudar a la seva mare. Apegat a la seva mare i germà, és un jove amable i tranquil, amb un gran talent per a la fotografia.
- Joe Keery és Steve Harrington, company de classe de Nancy amb la qual manté una relació. És un estudiant popular en l'escola de secundària
- Cara Buono és Karen Wheeler, mare de Nancy, Holly i Mike Wheeler.
- Matthew Modine és el Dr. Martin Brenner, un dels científics del Laboratori Hawkins, oculta la seva fosca personalitat davant una façana d'amabilitat i elegància.
- Noah Schnapp és Will Byers, fill de Joyce i germà de Jonathan. La seva desaparició és la que dona inici a la historia.
- Sean Astin és Robert "Bob" Newby, és nòvio de Joyce. És treballador de Radio Shack a Hawkins
- Sadie Sink és Maxine "Max" Hargrove, és una nova estudiant. És germanastra a Billy.
- Dacre Montgomery és Billy Hargrove, és un nou estudiant. És germanastra a Max
- Paul Reiser és el doctor Sam Owens, És l'executiu del departament d'Energia. Substitueix al Doctor Martin Brenner.
- Linnea Berthelsen és Kali (Eight "008"), és considerada com a germana de la Eleven, ja que va estar amb ella al laboratori de Hawkins durant la seva infància. També té poders, en la qual pot fer que els altres vegin el que ella vol.

### Elenc recurrent
- Shannon Purser és Bàrbara Holland, la millor amiga de Nancy.
- Ross Partridge[9] és Lonnie Byers, pare de Jonathan i Will, ex-marit de Joyce.
- Rob Morgan és l'Oficial Power, del Departament de Policia de Hawkins.
- John Reynolds és l'Oficial Callahan, del Departament de Policia de Hawkins.

## Música
Independentment de la qualitat del guió, les interpretacions dels seus actors o la cuidada producció, l'èxit de la sèrie va també lligat indubtablement a la banda sonora creada per Kyle Dixon i Michael Stein, tots dos integrants de la banda Survive. La banda sonora fa retrocedir immediatament a la dècada dels 80, no només per l'aire retro de la música de sintetitzador que recorda bandes sonores de pel·lícules com Tron o Blade Runner, sinó pels temes clàssics que incorpora. El dia 10 d'agost, Netflix anuncia que editarà la banda sonora en dos volums. El primer d'ells veurà la llum en plataformes digitals el divendres 12 d'agost de 2015, amb 36 temes, i el segon el dia 18 del mateix mes. Juntament amb Lakeshore Records, Netflix llançarà la banda sonora en format físic en el mes de setembre de 2016, els dies 16 i 23 respectivament.

### Cançons
| No. | Cançó                                                             | Intèrpret                     | Episodi |
| --- | ----------------------------------------------------------------- | ----------------------------- | ------- |
| 1   | She has funny cars                                                | Jefferson Airplane            | 1       |
| 2   | White rabbit                                                      | Jefferson Airplane            | 1       |
| 3   | Africa                                                            | Toto                          | 1       |
| 4   | Can't Seem to Make you Mini                                       | The Seeds                     | 1       |
| 5   | I Shall Not Care                                                  | Pearls Before Swine           | 1       |
| 6   | Jenny Maig                                                        | Trader Horne                  | 1       |
| 7   | Every Little Bit                                                  | Jackie James & Ian Curnow     | 1       |
| 8   | Should I stay or should I go                                      | The Clash                     | 2       |
| 9   | I Melt With Wou                                                   | Modern English                | 2       |
| 10  | Body Language                                                     | Alexander Baker & Clair Marlo | 2       |
| 11  | Haze shade of winter                                              | The Bangles                   | 2       |
| 12  | Tie a yellow ribbon                                               | The Dawn                      | 2       |
| 13  | Go nowhere                                                        | Reagan Youth                  | 2       |
| 14  | Deck the Halls                                                    | Chicks With Hits              | 2       |
| 15  | Jingle Bells                                                      | The Canterbury Choir          | 2       |
| 16  | Dark Stars                                                        | Mark Glass                    | 2       |
| 17  | I'm Taking Off (Shield Your Eyes)                                 | Space Knife                   | 2       |
| 18  | Raise a Little Hell                                               | Trooper                       | 2       |
| 19  | Heroes                                                            | Peter Gabriel                 | 3       |
| 20  | Waiting for a girl like you                                       | Foreigner                     | 3       |
| 21  | Nana de Brahms                                                    | Johannes Brahms               | 3       |
| 22  | We Wish You A Merry Christmas                                     | Joel Evans & Friends          | 3       |
| 23  | Atmosphere                                                        | Joy Division                  | 4       |
| 24  | Color Dreams                                                      | The Deep                      | 4       |
| 25  | Elegia                                                            | New Order                     | 5       |
| 26  | Nocturnal em                                                      | Tiro & The Bunnymen           | 5       |
| 27  | Green Desert                                                      | Tangerine Dream               | 5       |
| 28  | Sunglasses at night                                               | Corey Hart                    | 6       |
| 29  | The bargain store                                                 | Dolly Parton                  | 6       |
| 30  | Concert per a violí en Emajor BWV.1041: primer moviment (Allegro) | Johan Sebastian Bach          | 6       |
| 31  | Exit                                                              | Tangerine Dream               | 6       |
| 32  | I see the Future                                                  | Andrew Pinching               | 6       |
| 33  | Happy José                                                        | Kookie Freeman                | 6       |
| 34  | Fields of coral                                                   | Vangelis                      | 7       |
| 35  | When it's cold I like to die                                      | Moby & Mimi Goese             | 8       |
| 36  | Tears in Rain                                                     | Vangelis                      | 8       |
| 37  | Horizon                                                           | Tangerine Dream               | 8       |
| 38  | Carol of the Bells                                                | Mormon Tabernacle Choir       | 8       |
| 39  | White Christmas                                                   | Bing Crosby                   | 8       |

| No. | Cançó                                     | Intèrpret                                             | Episodi |
| --- | ----------------------------------------- | ----------------------------------------------------- | ------- |
| 1   | Whip It                                   | DEVO                                                  | 1       |
| 2   | Just Another Day                          | Oingo Boingo                                          | 1       |
| 3   | Talking In Your Sleep                     | The Romantics                                         | 1       |
| 4   | Rock You Like a Hurricane                 | Scorpions                                             | 1       |
| 5   | Spooky Movies                             | Gary Paxton                                           | 1       |
| 6   | Every Other Girl                          | Prehistoric Wolves                                    | 1       |
| 7   | Ghostbusters (Versió Instrumental)        | Ray Parker, Jr.                                       | 2       |
| 8   | Wango Tango                               | Ted Nugent                                            | 2       |
| 9   | Blackout                                  | Swing Set                                             | 2       |
| 10  | Shout at the Devil                        | Mötley Crüe                                           | 2       |
| 11  | Islands in the Stream                     | Kenny Rogers & Dolly Parton                           | 2       |
| 12  | Monster Mash                              | Bobby "Boris" Pickett                                 | 2       |
| 13  | Girls on Film                             | Duran Duran                                           | 2       |
| 14  | Outside the Realm                         | Big Giants Circles                                    | 2       |
| 15  | Ghostbusters                              | Ray Parker, Jr.                                       | 2       |
| 16  | Whistle On the River                      | The Mercy Brothers                                    | 3       |
| 17  | You Don't Need Mess Around Jim            | Jim Croce                                             | 3       |
| 18  | Go!                                       | Tones on Jail                                         | 3       |
| 19  | The Ghost In You                          | The Psychedelic Furs                                  | 3       |
| 20  | Clean Cut American Kid                    | Ill Repute                                            | 3       |
| 21  | Cookin'                                   | Al Casey Combo                                        | 3       |
| 22  | How I Feel About You                      | Jump Street                                           | 3       |
| 23  | This Is Radio Clash                       | The Clash                                             | 4       |
| 24  | Scarface (Push It to the Limit)           | Paul Engemann                                         | 4       |
| 25  | The Growing                               | The Haxan Cloak                                       | 4       |
| 26  | Try My Love                               | Carrol Lloyd                                          | 5       |
| 27  | You Ought to be With Me                   | Carl Weathers                                         | 5       |
| 28  | Green, Green Grass of Home                | Bobby Bare                                            | 5       |
| 29  | Can I Do What I Want                      | Shock Therapy                                         | 5       |
| 30  | Metal Sport                               | Hittman                                               | 5       |
| 31  | Darling Don't Leave Me                    | Robert Görl                                           | 5       |
| 32  | When the Sun Goes Down                    | The Jetzons                                           | 5       |
| 33  | Strength in Numbers                       | Channel 3                                             | 5       |
| 34  | No More                                   | Billie Holiday                                        | 5       |
| 35  | Open the Kindom (Liquid Day Day, Part II) | Philip Glass Ensemble, Douglas Perry, Michael Reisman | 5       |
| 36  | Hammer to Fall                            | Queen                                                 | 6       |
| 37  | Where Django's At                         | Cameron Brooks                                        | 6       |
| 38  | There Is Frost On the Moon                | Artie Shaw And His Orchestra                          | 6       |
| 39  | You Better Go Now                         | Billie Holiday                                        | 6       |
| 40  | Blue Bayou                                | Roy Orbison                                           | 6       |
| 41  | Round and Round                           | Ratt                                                  | 6       |
| 42  | Open the Kindom (Liquid Day Day, Part II) | Philip Glass Ensemble, Douglas Perry, Michael Reisman | 7       |
| 43  | Runaway                                   | Bon Jovi                                              | 7       |
| 44  | Outside the Realm                         | Big Giant Circles                                     | 7       |
| 45  | Back to Nature                            | Fad Gadget                                            | 7       |
| 46  | The Bank Robbery                          | John Carpenter                                        | 7       |
| 47  | Dead End Justice                          | The Runaways                                          | 7       |
| 48  | Whisper to a Scream (Birds Fly)           | The Icicle Works                                      | 7       |
| 49  | The Love You Save May Be Your Own         | Jack Cook                                             | 8       |
| 50  | The Four Horsemen                         | Metallica                                             | 8       |
| 51  | Should I Stay Or Should I Go              | The Clash                                             | 8       |
| 52  | The Way We Were                           | Barbra Streisand                                      | 9       |
| 53  | I Do Believe (I Fell In Love)             | Donna Summer                                          | 9       |
| 54  | I See Charcoal                            | Cameron Brooks                                        | 9       |
| 55  | Rare Bird                                 | Tangerine Dream                                       | 9       |
| 56  | Jingle Bell Rock                          | Bobby Helms                                           | 9       |
| 57  | Love Is a Buttlefield                     | Pat Benatar                                           | 9       |
| 58  | Twist of Fate                             | Olivia Newton-John                                    | 9       |
| 59  | Time After Time                           | Cyndi Lauper                                          | 9       |
| 60  | Every Breath You Take                     | The Police                                            | 9       |

## Videojocs Arcade
A la segona temporada hi ha un nou escenari, l'Arcade Palace, un saló recreatiu on s'hi poden veure algunes de les següents màquines:
- Dragon's Lair: Va ser creat l'any 1983 pel dissenyador i cineasta Don Bluth i va tenir molt èxit gràcies a la seva estètica de pel·lícula interactiva de dibuixos animats. Aquesta estètica trenca amb la imatge de pantalles pixelades que tenien la resta de videojocs de l'època.
- Dig Dug: Aquest és el videojoc en el qual la Max (amb el sobrenom de MadMax) es posa per davant del Dustin a la llista de guanyadors. També posa nom al cinquè episodi de la segona temporada. És un videojoc de l'any 1982, similar al Pac-Man, i en ell el personatge principal ha d'anar excavant túnels i inflant bombes d'aire per matar els enemics. En el joc original els guanyadors no podien identificar-se amb més de tres lletres al rànquing de millors puntuacions, però a la sèrie es pot veure el nom complet de MadMax.[16]
- Centipede: És un videojoc clàssic de 1980 amb temàtica espacial, del quan en Dustin presumeix de ser el millor.
- Pac-Man i Ms Pac-Man: Aquests dos videojocs clàssics no podien faltar als decorats del saló de màquines de Hawkins tenint un arcade cada un.

- Galaga, Galaxian i Asteroids: Tres videojocs clàssics més, de temàtica espacial, marcians i naus, infaltables en qualsevol saló de màquines dels anys 80. El Galaxian i Asteroids tenen el seu origen l'any 1979, sent la base de futures versions o seqüeles com el Galaga.

## Efectes especials
Així com algunes de les escenes més impressionants de la sèrie van ser realitzades sense necessitat d'efectes especials afegits a postproducció, com ara quan a la primera temporada l'Eleven llança pels aires una furgoneta del Laboratori de Hawkins o quan també ella mateixa a la segona temporada fa volar els vidres de la cabina on està amagada, sí que hi ha alguns aspectes que van ser editats digitalment per mitjà de chromes (com quan en Mike salta pel precipici) o altres sistemes d'animació.

### El món del revés (l'Upside Down)

#### L'Upside Downa la primera temporada
Els creadors de la sèrie, els germans Duffer, volien que la producció fos el màxim de pràctica, ja que volien captar l'essència de l'època que és representada a la sèrie, de manera que a l'hora de crear l'Upside Down van intentar fer els decorats manualment. Tots els decorats que es veuen a la primera temporada referents al món del revés són reals, fins i tot les motes de pols flotants. Inclús la casa dels Byers va ser redecorada per complet per tal que semblés que es tractava de l'altra dimensió. Tot i això, a postproducció es va intentar millorar mínimament l'estètica d'aquests escenaris afegint-hi alguns efectes digitals que hi donessin un toc més realista, ja que per exemple era complicat aconseguir que hi hagués la mateixa quantitat de pols a totes les escenes i, per tant, calia igualar-ho. Tot i això, es va intentar compensar bastant la utilització d'efectes pràctics amb els digitals.

#### L'Upside Downa la segona temporada
A la segona temporada l'equip d'efectes especials es va adonar que aquest cop caldria utilitzar més efectes digitals per a transformar alguns escenaris, de manera que els van escanejar i els van reconstruir amb models tridimensionals, dins dels quals van recrear els moviments de la càmera.
Pel que fa als túnels del mapa que dibuixa en Will, aquests també eren estructures reals i fins i tot les arrels que n'envolten les parets van ser en gran part fetes manualment. Tot i això, s'hi van afegir els efectes digitals per a crear moviment, com si realment es tractés d'organismes vius. Això sí, aquest cop les espores van ser gairebé totes afegides posteriorment per ordinador, ja que eren diferents que a la primera temporada i va ser difícil que funcionessin sempre bé, a part del fet que incomodaven als actors produint-los reaccions al·lèrgiques. Per tant, en aquesta segona temporada més del 90% de les espores eren falses.

#### El "Buit" (The Void)
El Buit és aquell espai entre les dues dimensions (l'Upside Down i el món real) on l'Eleven és capaç de connectar amb persones que es troben lluny d'ella. També els germans Duffer van decidir representar-lo sense necessitat d'utilitzar efectes especials, de manera que es tracta simplement d'una sala envoltada de cortines negres, el terra de la qual està cobert per 2 o 3 cm d'aigua.

### El "Demogorgon"
Per al famós monstre que apareix a la primera temporada es van utilitzar efectes pràctics i efectes digitals per tal d'aconseguir el màxim realisme possible. La figura del Demogorgon en si es tractava d'un home amb una disfressa que s'aproximava bastant a la versió final que nosaltres en coneixem. Així doncs, digitalment es van afegir els efectes més complicats que eren impossibles d'aconseguir només amb la disfressa, com ara la llefiscositat. El cap de la disfressa era animatrònic, de manera que el moviment dels pètals es movia en patrons aleatoris que mai es repetien. Pel que fa a les mans i els braços, aquests eren moguts per control remot. A més, la persona que es trobava dins la disfressa portava xanques metàl·liques que l'elevaven uns 20-25 centímetres.
Quan el cap del Demogorgon s'obria quedava al descobert la cara de l'home, la qual era més tard eliminada i substituïda a postproducció per una espècie de boca. Algunes escenes concretes es van fer per complet amb ordinador, ja que era impossible que fossin realitzades personalment, com per exemple quan la criatura surt del sostre o quan entra a l'escola a través de la paret.

### El "Mind Flayer" / "Shadow Monster"
Així com a la primera temporada un dels elements més característics de la connexió entre l'Upside Down i el món real era el parpelleig de les llums, en aquesta temporada els germans Duffer tenien clar que havien de portar aquest parpelleig més enllà, i és per aquest motiu que van decidir que el nou monstre estaria relacionat amb l'efecte de tempesta (núvols, llamps...). Fins i tot quan posseeix en Will al capítol 4 ho fa a mode de tornado.
De fet, aquesta va ser una de les seqüències més difícils d'editar, ja que es necessitava una pantalla verda per simular el monstre, al mateix temps que la càmera es movia en cercles al voltant dels personatges. Així doncs, el que van fer va ser construir un rail amb diverses càmeres, de manera que un dels dolly tenia la càmera, mentre que una altra càmera enfocava el terra per saber en tot moment en quin lloc es trobaven. La càmera tenia una pantalla verda però hi havia un 20-30% que quedava al descobert i, per tant, es podia veure el fons real. Així va ser com l'equip de postproducció va poder inserir el monstre entre el Will i el fons, mantenint la coherència amb els moments en què es veia la perspectiva de la Joyce.

### "Dart" i els "Demo-dogs"
Per a realitzar la petita criatura que més tard s'acabaria convertint en Demogorgon es van utilitzar diferents motlles segons la mida de l'animal, ja que aquest anava creixent a mesura que avançava la segona temporada. En algunes escenes, com per exemple quan en Dustin troba l'animal al lavabo i decideix amagar-lo, el motlle va ser mogut per mitjà d'un fil i ja més tard, a postproducció, se'l va fer animat i se li va donar la forma real que coneixem. També altres mètodes que van utilitzar van ser per exemple una bala metàl·lica en moments en què es necessitava que l'animal es mogués molt ràpidament. Així va ser com van aconseguir filmar per exemple l'escena en què aquest s'escapa de la sala d'audiovisuals i comença a córrer per l'escola. Inclús en algunes escenes ni tan sols tenien cap objecte que representés l'animal, ja que era afegit en la seva totalitat de forma digital.
D'altra banda, els demo-dogs van ser tots realitzats digitalment, a excepció del que es llança sobre el Bob i el mata, el qual era una persona real que més tard va ser convertida en demo-dog també per mitjà dels efectes digitals.

### Les il·lusions òptiques que crea la Kali
Així com la gran majoria d'il·lusions òptiques que la Kali crea són realitzades digitalment (com per exemple quan al principi de la segona temporada fa caure un pont), també hi ha elements que tenen una part pràctica. N'és un exemple l'escena de la papallona, durant la qual es va utilitzar un objecte penjat d'una canya de pescar per tal que les dues actrius sabessin en tot moment cap on havien de mirar. Ja més tard va ser eliminat digitalment i substituït per la figura de la papallona.

### Aspectes tècnics

#### La seqüència del títol
Per a l'efecte retro en la seqüència del títol, l'estudi de producció Imaginary Forces va primerament imprimir el logotip principal en una mena de pel·lícula anomenada Kodalith amb la qual va estar fent proves de càmera per tal de saber com es veia quan la llum la travessava. Utilitzant aquestes preses com a referència, es va més tard editar la seqüència digitalment. Aquesta animació va ser feta en major part amb Adobe After Effects, així com amb Cinema 4D.

#### El gra analògic
Per tal d'aconseguir donar a la sèrie l'efecte d'antiguitat, es va afegir a les imatges el gra cinematogràfic típic de les pel·lícules dels anys 70-80 a partir d'escanejar en pel·lícula de celuloide d'aquesta època.

### Flashbacks al passat, l'Eleven a la quarta temporada
La quarta temporada, situada en l'any 1986, se centra molt a explorar el passat de la protagonista, en concret s'explica el motiu pel qual Hawkins va començar a patir fets paranormals. Per poder desenvolupar aquesta trama es produeixen molts flashbacks que teleporten a l'espectador a un moment previ a la primera temporada. En concret, aquests salts al passat porten al públic el 1981, dos anys abans de la primera temporada que se situa l'any 1983. Quan es presenta a Eleven aquesta té onze anys, per tant, en els flashbacks la protagonista té nou anys.
Evidentment, l'actriu que dona vida a Eleven, Millie Bobby Brown, no podia interpretar aquesta versió del personatge, així que els creadors i productors van haver de pensar una manera de crear una imatge realista de la protagonista que complís les expectatives del públic. Com a la primera temporada els espectadors ja han vist com és l'Eleven de petita, utilitzar una actriu diferent hauria desconcertat molt al públic. Per tant, per poder crear una imatge creïble es va invertir molt temps i diners en trobar la millor manera de portar a la vida una versió anterior a l'Eleven de la primera temporada.
El procés que es va acabar fent servir va consistir en una combinació d’actuació real i imatges generades per ordinador. Primerament, es van haver de filmar totes les escenes on apareixia l'Eleven de petita, la qual va ser interpretada per l'actriu Martie Blair. Durant tot el procés de gravació, Millie Bobby Brown va ajudar a dirigir i guiar a la Blair en el procés d'interpretació, ja que després de quatre temporades Bobby Brown coneix perfectament el seu personatge i entén com reacciona en tot moment. Així que, mentre Blair estava a plató Bobby Brown sempre es trobava amb ella per ajudar-la a entendre que suposaven aquelles escenes per Eleven i quines serien les seves expressions. En una entrevista per Variety Millie Bobby Brown explica que ella anava a plató abans de les seves escenes per poder dirigir a Martie Blair. Conta que en els moments en els quals la petita actriu estava ansiosa per les escenes més intenses ella s'amagava darrere de la paret i cridava amb ella.
Un cop acabada la gravació de la quarta temporada es va dur a terme la part més complexa i tècnica del procés per reviure a la versió més jove de l’Eleven. Millie Bobby Brown va haver de desplaçar-se a Los Angeles, on durant tres dies va participar en un procés anomenat Lola machine. Per dur-lo a terme, Bobby Brown va haver d'interpretar de nou cada una de les escenes que Martie Blair havia fet, replicant tots els seus moviments i expressions només amb la cara. En una altra entrevista per Variety els germans Duffer, creadors de la sèrie, expliquen que quan estaven fent els efectes especials de la versió jove de l'Eleven van enviar a l'equip encarregat dels efectes especials material de la primera temporada i vídeos de quan Millie Bobby Brown va actuar a la sèrie "Once Upon a time in Wonderland". Això ho van fer perquè l'edat que tenia Bobby Brown quan va participar en aquest projecte és l'edat que tindria Eleven als flashbacks (nou anys). Observar les faccions de Bobby Brown de petita podria ajudar als especialistes a crear la versió més realista i acurada de l'Eleven.
En una entrevista pel canal de YouTube GoldDerby Sam Eckmann entrevista a Michael Maher, Marion Spates and Jabbar Raisani (treballadors dels efectes especials de Stranger Things) parlen sobre el procés de desenvelliment de Millie Bobby Brown. Jabbar Raisani explica que el resultat final va aparèixer després de moltes versions i proves per intentar fer que realment Millie Bobby Brown sembles ella de petita i no una versió petita de les seves faccions actuals. L'expert comenta que un dels punts fonamentals era fer-la reconeixible, ja que si ho portaven massa lluny la persona que sortia semblava una persona completament diferent i era impossible de relacionar amb Bobby Brown. Raisani també declara que una de les dificultats del procés es devia al fet que trucs que eren útils en una escena a la següent potser no servien per res, perquè com el pla canviava el rostre i les faccions no es trobaven en la mateixa posició. Michael Maher també afirma que el resultat parteix de la combinació de diferents mètodes. Per una banda, van utilitzar escàners del rostre actual de l'actriu i escàners que tenien de la primera temporada (que els van ajudar a aconseguir unes proporcions més acurades i una silueta més precisa). Per altra banda, van fer servir: modelatge 3D, les escenes gravades a la Lola machine, van usar referències de l'Eleven de la primera temporada i també van recuperar escenes de "Once Upon a time in Wonderland". Amb tot aquest material van poder portar a la vida una versió de l'Eleven de nou anys realista i creïble.

## Episodis

### Temporada 1
- Capítol 1: La desaparició de Will Byers
- Capítol 2: L'estranya noia del carrer Maple
- Capítol 3: Llums de nadal
- Capítol 4: El bicho raro
- Capítol 5: La puça i l'acròbata
- Capítol 6: El monstre
- Capítol 7: La banyera
- Capítol 8: L'altre Costat

### Temporada 2[27]
- Capítol 1: MadMax
- Capítol 2: Truc o tracte
- Capítol 3: El capgròs (The Pollywog)
- Capítol 4: Will, el Savi
- Capítol 5: Dig Dug
- Capítol 6: L'Espia
- Capítol 7: La Germana perduda
- Capítol 8: El azotamentes (the Mind Flayer)
- Capítol 9: El portal

### Temporada 3[28]
- Capítol 1: Suzie, ¿em reps?
- Capítol 2: Les rates del centre comercial
- Capítol 3: El cas de la socorrista desapareguda
- Capítol 4: La prova de la sauna
- Capítol 5: L'origen
- Capítol 6: Dia de la independència
- Capítol 7: La mossegada
- Capítol 8: La batalla de Starcourt

### Temporada 4[29]
La quarta temporada va ser confirmada per Netflix el 30 de setembre de 2019.
Es va estrenar a tot el món exclusivament en streaming en dos volums, amb el primer conjunt de set capítols llançat el 27 de maig de 2022 i el segon de dos capítols llançat cinc setmanes després, l'1 de juliol de 2022. La quarta temporada té lloc nou mesos després dels esdeveniments de la tercera temporada.

## Recepció
Stranger Things va rebre crítiques positives tant de la premsa especialitzada com per part del públic. El portal Rotten Tomatoes atorga a la sèrie una qualificació del 93%, basat en 40 ressenyes amb una puntuació mitjana de 7,9/10. Els comentaris coincideixen que és «excitant, esquinçadora i, a vegades terrorífica. Stranger Things és un addictiu homenatge al cinema de Spielberg i els clàssics de la televisió dels 80». En Metacritic, la sèrie té una puntuació de 76 sobre 100, basat en 31 ressenyes, la qual cosa indica, «crítiques generalment favorables».

## Tipografia
El text utilitzat en els crèdits inicials recorda a les novel·les de Stephen King i a les novel·les de «Escull la teva pròpia aventura», la tipografia utilitzada és ITC Benguiat i es va realitzar un lloc web per crear títols personalitzats de manera online.

## Altres mitjans

### Sèries derivades
El juliol de 2022, es va revelar que una sèrie derivada estava en marxa.
El desembre de 2022, es van publicar informes d'una sèrie spin-off d'anime titulada Stranger Things: Tokyo. Tanmateix, l'existència d'aquesta suposada sèrie no ha estat reconeguda oficialment per Netflix o els Duffer Brothers.
L'abril de 2023, Netflix va anunciar una comanda directa per a una sèrie d'animació ambientada a l'univers de Stranger Things. L'animació de la sèrie la proporciona Flying Bark Productions amb Eric Robles, els Duffer Brothers, Shawn Levy i Dan Cohen com a productors adjunts. No és clar si es tracta de la sèrie d'anime Stranger Things: Tokyo o d'una sèrie animada completament diferent.
Una sèrie derivada d'imatge real de Stranger Things, independent de qualsevol versió animada, encara està en desenvolupament.

### Beyond Stranger Things
Amb el llançament de la segona temporada de la sèrie, Netflix també va llançar Beyond Stranger Things, un aftershow presentat per Jim Rash. Els convidats són el repartiment i el personal de la sèrie, inclosos els germans Duffer i les estrelles de la sèrie, que discuteixen el desenvolupament i la producció de la sèrie i la seva mitologia. A diferència dels aftershows anteriors creats per Embassy Row, com ara Talking Dead i Talking Bad, Beyond Stranger Things està pensat per ser vist després de la projecció de tota la segona temporada.

### Teatre
El juliol de 2022, es va revelar que s'estava preparant una obra de teatre preqüela. L'obra teatral serà produïda per Sonia Friedman i Stephen Daldry. L'1 de març de 2023, es va anunciar com a Stranger Things: The First Shadow, escrita per Kate Trefry, i estrenada el 14 de desembre de 2023 al Phoenix Theatre, al West End de Londres. L'obra va ser nominada a cinc premis Olivier, guanyant-ne dos.

### Llibres vinculats
Penguin Random House es va associar amb Netflix per llançar una sèrie de llibres relacionats amb Stranger Things, a partir de finals del 2018. Aquests inclouen How to Survive in a Stranger Things World, un llibre infantil publicat el 13 de novembre de 2018, que ofereix "consells, saviesa i advertències" de Stranger Things. També han publicat el llibre entre bastidors Stranger Things: Worlds Turned Upside Down: The Official Behind-The-Scenes Companion
(publicat el 30 d'octubre de 2018) i un número doble Hawkins Middle School Yearbook/Hawkins High School Yearbook (publicat el 26 de març de 2019).
Visions from the Upside Down: Stranger Things Artbook es va publicar el 15 d'octubre de 2019. Will Byers' Secret Files es va publicar el 24 de setembre de 2019. Stranger Things: The Official Sticker Album es va publicar el 15 de juny de 2021. Stranger Things: The Official Coloring book es un llibre colorejable que es va publicar el 28 de juny de 2022. Stranger Things: We Can Count on Eleven es va publicar el 5 de juliol de 2022. El 23 d'abril de 2023, es va publicar un llibre tria la teva aventura anomenat Stranger Things: Heroes and Monsters. Inside, Outside, Upside Down es publicarà el 9 de juliol de 2024.
Insight Editions va publicar Stranger Things Tarot Deck and Guidebook el 16 d'agost de 2022, seguit pel llibre desplegable Stranger Things: The Ultimate Pop-up Book el 30 d'agost de 2022.
El segon trimestre del 2019, com a part de la seva sèrie Silver Archive, l'editorial britànica Obverse Books va publicar un llibre sobre la primera temporada de Stranger Things de l'escriptor Paul Driscoll.

#### Novel·les
La novel·la Suspicious Minds de Gwenda Bond té lloc abans de la primera temporada i se centra en la mare d'Eleven, Terry Ives, i les seves experiències amb el doctor Brenner al laboratori Hawkins l'any 1969. La novel·la es va estrenar el 5 de febrer de 2019 i aviat va ser seguida per Darkness on the Edge of Town de l'autor Adam Christopher el 28 de maig de 2019, traduïda al català per Esther Roig Giménez i publicat per Columna CAT el juny del mateix any amb el títol de Tenebres a la ciutat. A Tenebres, després dels esdeveniments de la segona temporada, Hopper relata a Onze detalls de la seva vida passada a la ciutat de Nova York durant la dècada de 1970. Runaway Max, una novel·la juvenil de Brenna Yovanoff, es va publicar el 4 de juny de 2019 i va explorar la vida primerenca de Max Mayfield a San Diego abans de traslladar-se a Hawkins el 1984, a més d'oferir un relat dels esdeveniments de la segona temporada des de la seva perspectiva.
Rebel Robin, una novel·la juvenil d'A.R. Capetta, es va publicar el 29 de juny de 2021, detallant la lluita de Robin Buckley per acceptar la seva identitat abans dels esdeveniments de la temporada 3. Hawkins Horrors de Matthew J. Gilbert, una col·lecció d'històries breus de por explicades des de la perspectiva del Party, es va estrenar el 3 de maig de 2022; i Lucas on the Line per Suyi Davies Okungbowa, una novel·la ambientada després dels esdeveniments de la tercera temporada des de la perspectiva de Lucas, es va publicar el 26 de juliol de 2022. Flight of Icarus, una novel·la sobre la història d'Eddie Munson, escrita per l'escriptora de sèries Caitlin Schneiderhan, es va publicar el 31 d'octubre de 2023.

### Còmics
Dark Horse Comics va anunciar una associació amb Netflix per a "una línia de publicació de diversos anys" d'històries ambientades al món de Stranger Things. El títol inicial era una minisèrie de quatre números escrita per Jody Houser i l'art interior per Stefano Martino. La història tenia lloc durant els esdeveniments de la primera temporada i va prendre la perspectiva de Will mentre encara estava atrapat al Upside Down. El primer número de la minisèrie es va publicar el 26 de setembre de 2018.
El 4 de maig de 2019, Dark Horse Comics va publicar un còmic especial de Stranger Things com a part de l'esdeveniment Free Comic Book Day (FCBD). El còmic general del Dark Horse FCBD 2019 contenia una història de Stranger Things titulada The Game Master ambientada pocs dies després dels esdeveniments de la primera temporada. Va ser escrit per Jody Houser i il·lustrat per Ibrahim Moustafa.
El segon títol de Stranger Things és una altra minisèrie de quatre parts, escrita de nou per Jody Houser amb l'art interior d'Edgar Salazar, titulada Stranger Things: Six. El còmic se centra en un dels experiments anteriors a Eleven: una noia anomenada Francine, que posseeix poders de precognició. El primer número es va posar a la venda el 29 de maig de 2019.
Una novel·la gràfica original basada en la sèrie anomenada Stranger Things: Zombie Boys es va publicar el 19 de febrer de 2020. Va ser escrita per Greg Pak, dibuixada per Valeria Favoccia, amb rotulació de Nate Piekos de Blambot, pintat per Dan Jackson, amb portada de Ron Chan. Té 72 pàgines i està ambientada després de la primera temporada.
Una tercera minisèrie, Stranger Things: Into the Fire, va començar el gener de 2020. També té una durada de quatre números, és una seqüela de la minisèrie Six establerta abans de la tercera temporada del programa. Està escrita per Jody Houser, dibuixada per Ryan Kelly, i entintada per Le Beau Underwood.
Un altre one-shot de Stranger Things es va publicar com a part del Free Comic Book Day de 2020. Va ser escrit per Greg Pak i ambientat poc després de la batalla al centre comercial Starcourt representat a la tercera temporada de la sèrie.
Una segona novel·la gràfica original de Stranger Things, titulada Stranger Things: The Bully, es va publicar el 13 d'octubre de 2020. Va ser escrita per Greg Pak i il·lustrada per Valeria Favoccia, i se centra en els personatges Troy i James concurrents amb els esdeveniments de la segona temporada, ja que el primer lluita amb TEP després de la seva trobada amb Eleven.
El 18 de juny de 2020, es va anunciar que IDW Publishing i Dark Horse coediten una minisèrie Stranger Things and Dungeons & Dragons.
Una quarta minisèrie de Dark Horse, titulada Stranger Things: Science Camp, va començar el setembre de 2020. També es va publicar per a quatre números.
El 23 de juliol de 2020, Dark Horse va anunciar un one-shot preqüela titulat Stranger Things: Halloween in Hawkins.
Una tercera novel·la gràfica, Stranger Things: Erica the Great!, es va publicar el 26 de gener de 2022.
L'abril de 2023, Dark Horse Comics i IDW Publishing van anunciar una minisèrie crossover entre Stranger Things i les Tortugues Ninja.